# Agave isthmensis
Agave isthmensis là một loài thực vật có hoa trong họ Măng tây. Loài này được A.García-Mend. & F.Palma mô tả khoa học đầu tiên năm 1993.

## Hình ảnh

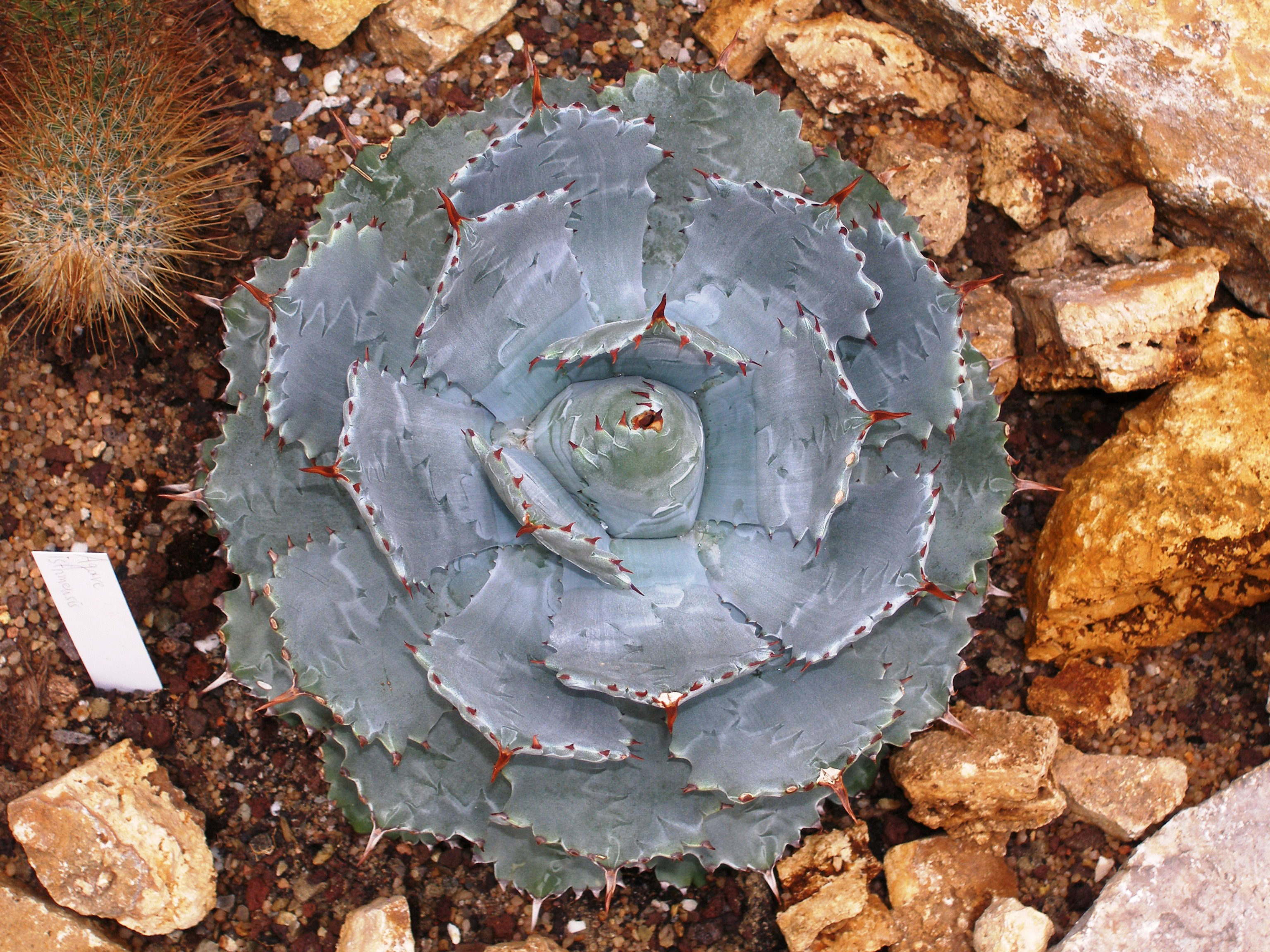
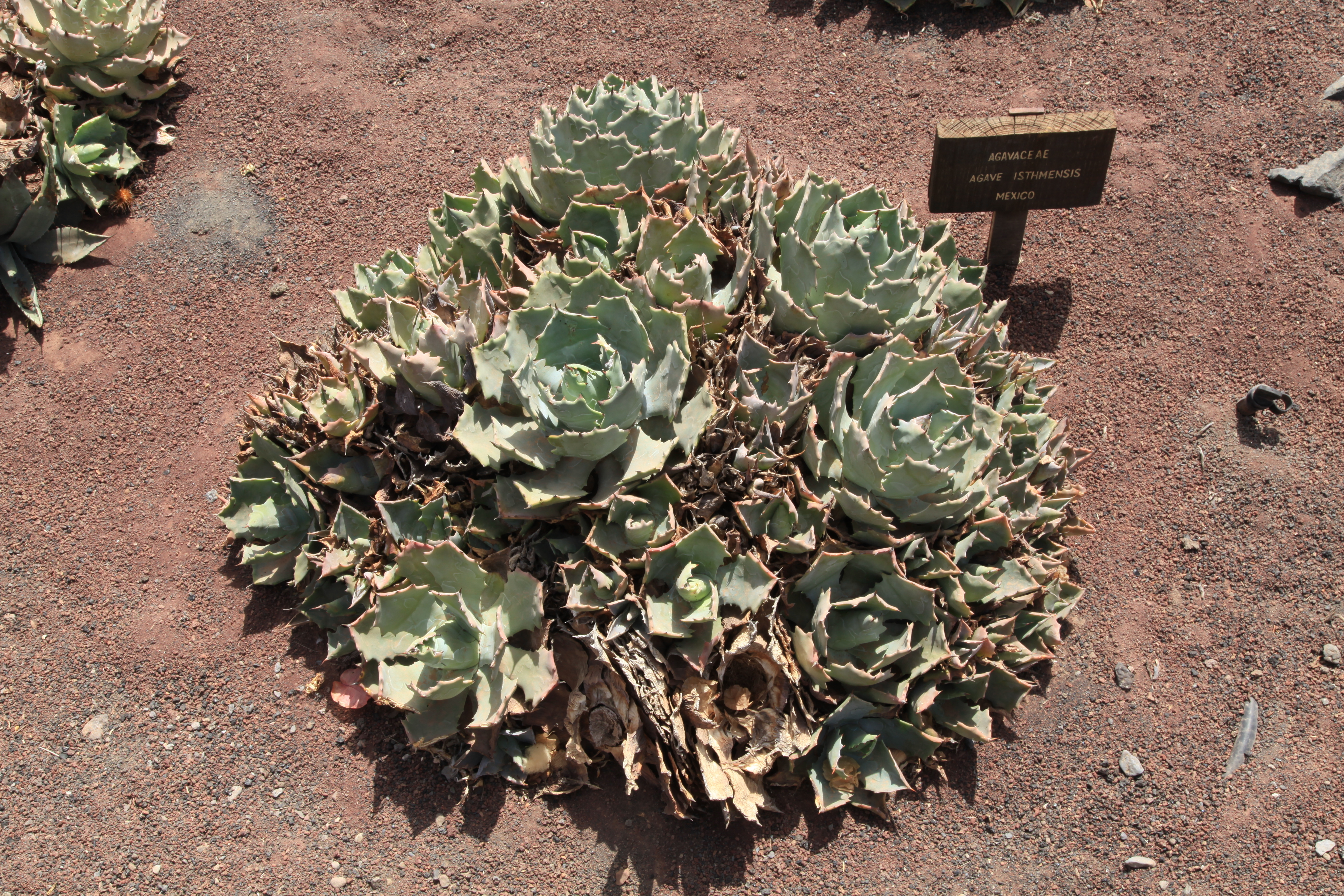
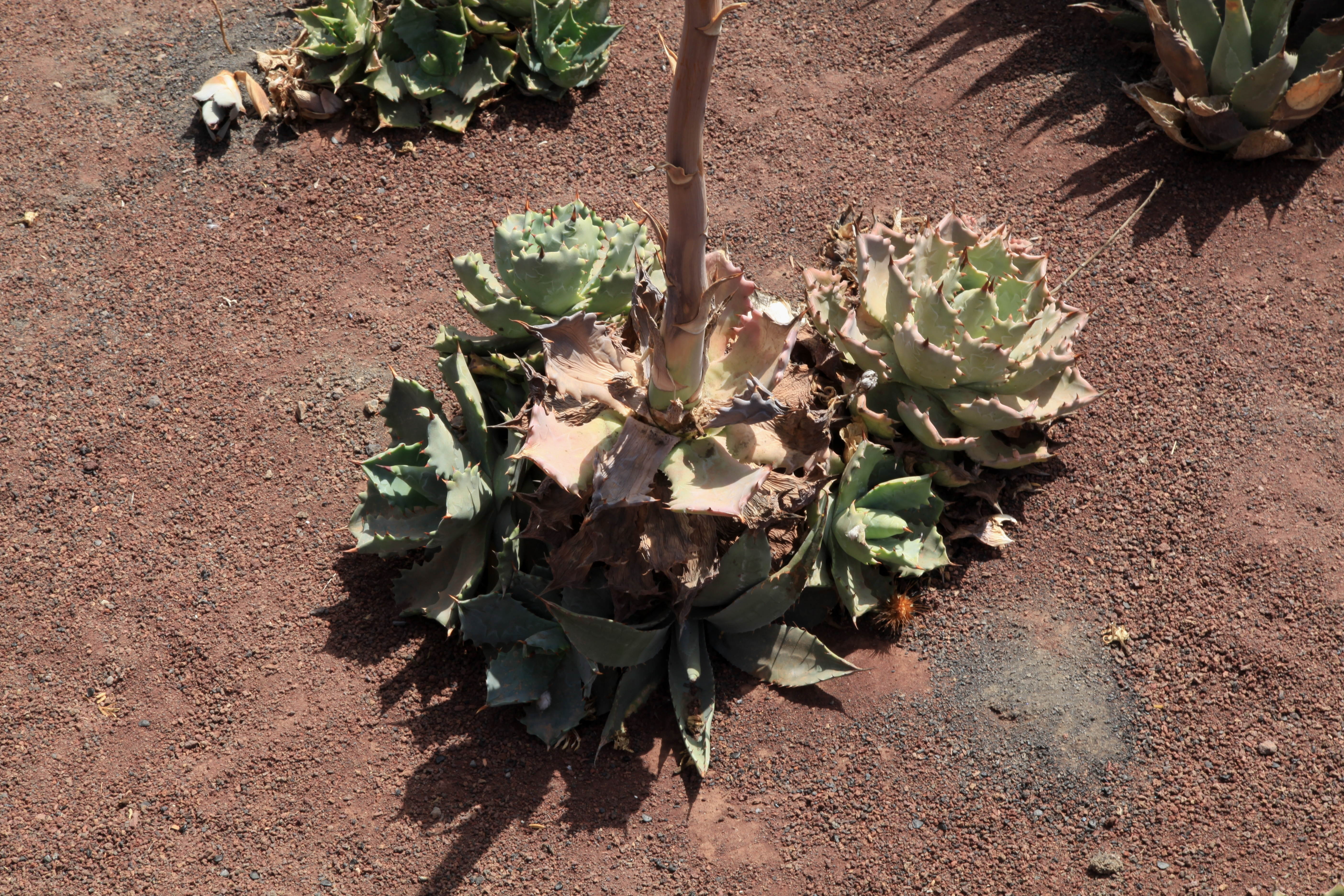